# Joseph Caillot
Pour les articles homonymes, voir Caillot.
Joseph Caillot est un comédien et chanteur français né à Paris le 24 janvier 1733 (paroisse Saint-Germain-l'Auxerrois) et mort à Paris le 30 septembre 1816.

## Biographie
Après avoir joué en province, notamment à Lyon, il débute au Théâtre-Italien de Paris le 26 juillet 1760 dans Ninette à la cour de Favart. 
Dans les opéras-comiques, il se révèle non seulement un acteur de talent mais également un excellent chanteur.
Grimm, dans sa Correspondance littéraire, défie David Garrick de jouer mieux que lui le rôle de Blaise dans Lucile de Grétry, et engage Préville à se tenir sur ses gardes, car il risque de devoir « apprendre de lui ce que c'est jouer la comédie ».
Caillot se retire en 1772, ce qui ne l'empêche pas à l'occasion de remplacer gratuitement ses camarades malades ou empêchés. Marié en 1779 à Marie-Augustine Saÿde, fille de l'opticien du roi, il finit sa vie à Saint-Germain en donnant des leçons de musique et de déclamation.
Pour sa manière de jouer, on désigna longtemps sous le nom d’emploi de Caillot l'ensemble des rôles qu'il tint dans les opéras-comiques. Il était doué d'une très large étendue vocale et, selon Jean Gourret, « il tenait à la fois de la haute-contre et de la basse-taille ».  Le musicologue italien Rodolfo Celletti a soutenu a cet égard « qu'il était un baryténor et, en même temps, une basse »: Grétry et Monsigny écrivaient d'ordinaire « pour lui en clef de basse (fa 4e, ndr), mais en tessitures que l'on pourrait définir de baryton aigu ».